# Les Cabannes (Tarn)
Les Cabannes is een gemeente in het Franse departement Tarn (regio Occitanie) en telt 356 inwoners (2004). De plaats maakt deel uit van het arrondissement Albi.

## Geografie
De oppervlakte van Les Cabannes bedraagt 6,2 km², de bevolkingsdichtheid is 57,4 inwoners per km².
De onderstaande kaart toont de ligging van Les Cabannes (Tarn) met de belangrijkste infrastructuur en aangrenzende gemeenten.

## Demografie
Onderstaande figuur toont het verloop van het inwonertal (bron: INSEE-tellingen).

## Oorsprong naam
Cabane betekent 'hutje'. 'Les Cabanes' is de meervoudsvorm en betekent dus 'de hutjes'.